# Greenerde
GreenErde oder Balkan Green Deal BW ist ein Projekt im Rahmen der Donaustrategie der Europäischen Union unter Führung der Universität Hohenheim und der Universität Timisoara insbesondere unter dem Gesichtspunkt Bildung und Forschung im Kontext der digitalen und ökologischen Transformation der Landwirtschaft in der Region Banat und Baden-Württemberg (Education and Research in the context of the digital and ecological transformation of agriculture in the Banat Region and Baden-Württemberg). Das Projekt wird u. a. gefördert vom Staatsministerium Baden-Württemberg.

## Projektziele
- Erreichen eines höheren Bewusstseins und einer höheren Kompetenz für aktuelle und zukünftige Herausforderungen für die Landwirtschaft mit den Schwerpunkten Anpassung an und Eindämmung des Klimawandels, ökologische Umstellung, digitale Transformation, Erhaltung der Bodenfruchtbarkeit, Wasserressourcen und Umweltintegrität sowie soziale, wirtschaftliche und kulturelle Aspekte

- Festigung und Weiterentwicklung von Fach-, Informations- und Kommunikationsfähigkeiten, um den Einsatz von Hochtechnologie, Plattformen und Anwendungen in landwirtschaftlichen Tätigkeiten zu ermöglichen sowie die Bildung und aktive Beteiligung an landwirtschaftlichen Wissens-, Innovations- und Informationssystemen (AKIS) zu fördern

- Praktische Demonstration und E-Learning-gestützte Schulung

- Verbesserte Vernetzung mit nationalen und internationalen Forschungs- und Bildungspartnern, um weitere Ausbaustufen des Zentrums als Berufsbildungszentrum in Westrumänien sicherzustellen

## Projektpartner
- Universität Hohenheim, (Ralf Vögele, Uwe Ludewig, Torsten Müller, Günter Neumann, Markus Weinmann, Ellen Kandeler, Andreas Pyka, Anna Abrahão, Klara Bradacova)
- Landwirtschaftliche und Veterinärmedizinische Universität des Banat (Ciprian George Fora, Alexandra Becherescu, Alin Carabet, Cosmin Salasan, Renata Sumalan, Isidora Radulov)
- Hochschule für Wirtschaft und Umwelt Nürtingen-Geislingen, (Heinrich Otto Schüle, Angelika Thomas)
- Ostbayerische Technische Hochschule Regensburg (Hermann Ketterl)
- Deutsche Landmaschinenschule Baden-Württemberg, Kirchheim u.T. (Marco Riley)
- Leibniz-Zentrum für Agrarlandschaftsforschung (ZALF) e. V., Müncheberg, Deutschland (Jörg Schaller)
- Institut für Biologische Landwirtschaft und Agrarkultur (IBLA) Luxemburg (Stéphanie Zimmer)
- Technische Universität Graz, Österreich (Gabriele Berg)
- Czech University of Life Sciences (Jirí Balík, Martin Kulhanek)
- Universität Neapel Federico II (Fabio Terribile)
- Universität Prishtina (Hysen Bytyqi)
- Universität Belgrad (Miroslav Nikolic)
- Universität Hiroshima (Juan Wasaki)
- BASF-Agrarzentrum Limburgerhof, Deutschland (Herve Vantieghem)
- Dienstleistungszentrum Ländlicher Raum Rheinpfalz, Institut für Phytomedizin, (Ruth Walter, Joachim Eder)
- Staatliche Lehr- und Versuchsanstalt für Gartenbau Heidelberg, (Heike Sauer)
- FiBL-Projekte GmbH, (Rolf Mäder)
- Kasisi Agricultural Training Centre, Zambia, Africa, (P. Claus Recktenwald)
- Forschungsinstitut für biologischen Landbau (FiBL) Schweiz (Paul Mäder, Else Bünemann-König, Andreas Fliessbach, Hansueli Dierauer)
- Naturland, München, Deutschland, (Ute Wiedenlübbert, Franziska Weißörtel), zusammen mit Cooperativa Manduvira LDTA Paraguay
- Consiglio per la ricerca in agricoltura e l'analisi dell'economia agraria (Francesca Melini)
- Ökológiai Mezőgazdasági Kutatóintézet – Hungarian research institute for organic farming (Dóra Drexler)
- Biodetection, Soil Health and Microbe Assessment, Budapest, Ungarn (Borbala Biro)
- Heining-Consulting, Deutschland (Rüdiger Heining)
- Lehner GmbH, Deutschland (Lars Lehner)

## Ergebnisse und Beratung
Die Ergebnisse der Untersuchungen werden u. a. von den Mitgliedern in Fachgremien bewertet und der Praxis sowie den zuständigen Organen auf regionaler und Landesebene bereitgestellt. Der Europäischen Union werden die Ergebnisse für die Ausschreibung weiterer Untersuchungen sowie Gesetzgebungs- und Zulassungsverfahren zur Verfügung gestellt.